# Majed Hamadé
Majed Hamadé est un homme politique libanais.
Fils de l’ancien président du Parlement Sabri Hamadé, il est nommé ministre de l’Education nationale et des Beaux-arts au sein du gouvernement de Rachid Solh en 1974. Il perd son poste après la démission du cabinet, quelques semaines après le déclenchement de la guerre civile en 1975.
Il épouse la fille de l’ancien Premier ministre Riyad es-Solh, madame Leila Solh Hamadé, qui deviendra en 2004 la première femme à occuper un poste ministériel au Liban.